# Letizia Battaglia
Vous lisez un « article de qualité » labellisé en 2024.
Pour les articles homonymes, voir Battaglia.
Ne doit pas être confondu avec Serafina Battaglia.
Letizia Battaglia est une photographe et photojournaliste italienne née le 5 mars 1935 à Palerme et morte le 13 avril 2022 dans la même ville. Elle est connue pour son travail sur la Cosa nostra qui a été récompensé par plusieurs prix.
Première photographe pour la presse quotidienne italienne, elle dirige le service photo du quotidien de Palerme L'Ora de 1974 à 1990, période durant laquelle elle capture de nombreuses scènes de crimes mafieux et des arrestations qui font entrer ses clichés dans l’histoire sicilienne. Ses photographies, en noir et blanc, s’ancrent aussi dans la vie quotidienne des habitants de l’île, des plus pauvres à ceux issus de l'aristocratie, marquée par la violence, avec une place spéciale accordée aux jeunes filles et aux femmes.
À la fin des années 1980, son combat contre la mafia se traduit par un engagement politique notamment aux côtés de Leoluca Orlando à la mairie de Palerme et à La Rete. Après l'assassinat des deux juges anti-mafia Falcone et Borsellino en 1992, elle met fin à son travail photographique sur la Cosa nostra au profit d'activités dans d’autres domaines artistiques (littérature, théâtre). Elle réexplore le passé à travers un projet mêlant archives personnelles et adjonction de nouveaux éléments avec pour thème le corps féminin, pour « exorciser » un passé fait « de violence, de meurtre, de complicité, d'omertà, d'injustice, de peur ». C'est l’espoir et la liberté qu’elle voit à travers les femmes.

## Biographie

### Enfance et mariage
Letizia Battaglia naît le 5 mars 1935 à Palerme en Sicile,. Issue d’un milieu bourgeois, avec un père travaillant dans le domaine maritime, Letizia Battaglia passe une partie de son enfance à Trieste, Civitavecchia et Naples pendant la guerre puis revient à Palerme,. À Trieste, elle mène pendant trois ans l'existence d'une petite fille libre, mais de retour à Palerme, elle est enfermée chez elle par ses parents, Cesare et Angela, après avoir subi une agression : un homme s'est masturbé devant elle dans une rue de sa ville natale quand elle avait dix ans.
Élève dans une école catholique mais devenue athée, elle souhaite devenir écrivaine mais elle n’est pas autorisée par ses parents à poursuivre ses études. Elle se marie à l’âge de seize ans à un homme de vingt-trois ans pour échapper à l’emprise de son père, jaloux,, autoritaire et violent, mais entre ainsi dans une relation tout aussi abusive. Son mari, héritier d’une dynastie de torréfacteurs italiens, la contrôle de la même manière, refusant, par exemple, qu’elle sorte seule, arguant de sa sécurité,. Avec la naissance de ses trois filles, elle est cantonnée à un rôle traditionnel de femme au foyer de la classe moyenne car son époux ne la soutient pas dans ses ambitions littéraires et va jusqu’à la qualifier de « folle » lorsqu’elle émet le souhait de commencer une formation. Traversant une dépression et hospitalisée en Suisse pendant deux ans, elle suit une psychanalyse de deux ans avec Francesco Corrao.
Sa rencontre du poète Ezra Pound à Venise alors qu'elle a 27 ans la marque durablement.

### Débuts dans le journalisme et la photographie à Milan
Après sa guérison, elle débute comme pigiste en 1969 pour L'Ora, quotidien du soir appartenant au Parti communiste italien, qui publie des enquêtes sur la mafia à Palerme. En 1971, âgée de 37 ans, elle divorce et quitte la Sicile, avec ses enfants, pour vivre à Milan, avec le photographe Santi Caleca.
Refusant toute pension de la part de son ex-conjoint et devant subvenir aux besoins de sa famille, elle commence à travailler en tant que journaliste. Elle collabore aux revues Le Ore et ABC. Comme elle doit illustrer elle-même ses articles, elle découvre la photographie en autodidacte, sans l'appui de son compagnon, plus par nécessité que par attrait particulier pour ce médium,. Elle capture notamment les mouvements étudiants, photographie Pier Paolo Pasolini qui deviendra l’un de ses amis, Gae Aulenti, la Palazzina Liberty de Dario Fo et Franca Rame.

### Retour à Palerme et carrière àL'Ora

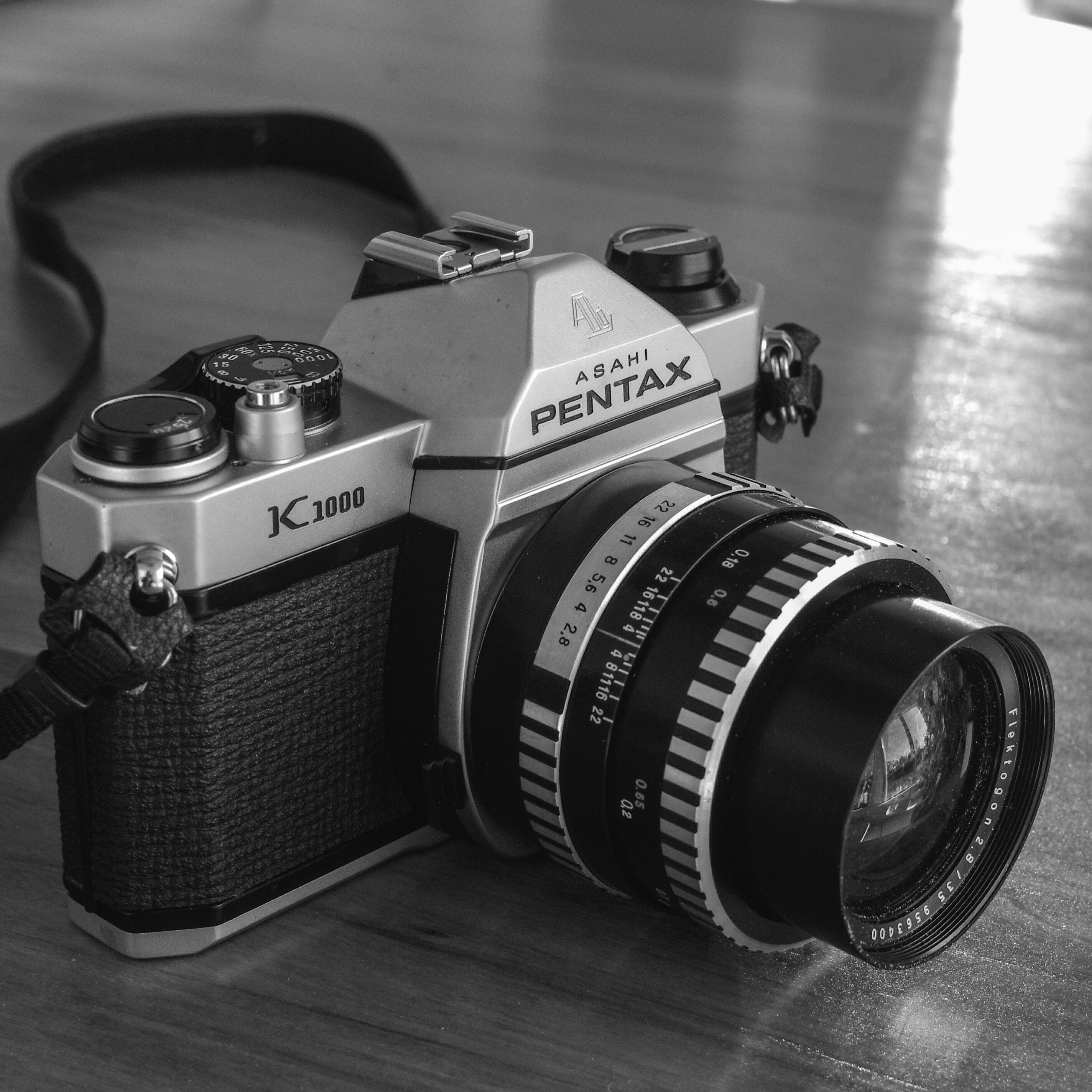
Un Pentax K1000, appareil photo argentique utilisé par Letizia Battaglia.

#### L'Oraet leLaboratorio d'Informazione Fotografica
Après un séjour à Paris, elle retourne, en 1974, à L'Ora, avec Santi Caleca à l'invitation de Vittorio Nistico, le directeur du quotidien de gauche, qui donne des espaces à la photographie et qui lui confie la direction de la photographie jusqu'en 1990,. Sans être salariée du journal ni membre de son comité de rédaction, elle dirige un groupe de cinq photographes qu'elle choisit pour couvrir tous les événements sur 24 heures face à la concurrence de l'ANSA et du Giornale di Sicilia.
En 1974, Battaglia fonde le Laboratorio d'Informazione Fotografica, un organisme éducatif autour duquel se regroupent de jeunes photographes locaux. Parmi eux, on compte Ernesto Bazan, Fabio Sgroi, Luciano del Castillo, sa fille Shobba Battaglia et Salvo Fundarotto.
Palerme est alors le théâtre d'une violente guerre de mafia entre familles rivales et contre les représentants de l’État et les journalistes,. Trois jours après ses débuts en tant que journaliste, elle photographie un homme assassiné, ce qui la marque profondément.
Première italienne à être photographe pour un quotidien, seule femme dans un milieu d’hommes et évoluant, plus largement, dans une ville où le patriarcat règne alors, Letizia Battaglia rapporte avoir subi du harcèlement de la part de ses « collègues » à plusieurs reprises. Les relations avec les forces de police sont aussi compliquées, par exemple pour couvrir les scènes de crime car elle n’est pas jugée « crédible » au contraire des hommes qui y accèdent sans problème. Soutenue par Boris Giuliano, chef de la squadra mobile de Palerme, et acquérant progressivement une renommée importante en tant que photographe travaillant sur la mafia sicilienne, Cosa Nostra,, elle « détruit des tabous » selon l’un de ses proches.

#### Les années partagées avec Franco Zecchin
Elle rencontre le photojournaliste Franco Zecchin en 1976 à Venise lors d’un stage de théâtre dirigé par Jerzy Grotowski. En couple, ils travaillent pendant près de deux décennies dans une tradition de journalisme de « service public » qui contraste avec les conglomérats contemporains issus de l’empire de Silvio Berlusconi.
Letizia Battaglia cherche à montrer les crimes mafieux par ses photographies et documente les ravages provoqués par le clan des Corleonesi. Franco Zecchin définit ainsi les motivations qu'il partage avec Letizia Battaglia :

« Par rapport au travail sur la mafia, l’idée avec la photographie était de construire une mémoire en opposition à l’omertà, à l’oubli. »

Pour être parmi les premiers sur les scènes de crime, ils interceptent illégalement les échanges de la police. « La mafia sicilienne était au centre de l’attention. C’était un des éléments de l’actualité internationale, donc il y avait des journaux, des magazines, des télévisions qui envoyaient des journalistes. Ces derniers tombaient sur nous parce que nous avions déjà eu des rapports avec l’international. Nous parlions trois langues : l’anglais, le français et l’italien. Donc, on pouvait servir de fixeurs, pour arranger des rendez-vous avec la police, les politiques, les magistrats et avec le mouvement anti-mafia aussi, les entrepreneurs », précise Zecchin.
Dans les années 1980, la rédaction de L'Ora a besoin d'étoffer son équipe de photographes, afin de couvrir l'actualité de la ville et fait appel à Informazione Fotografica. Même s'ils ne sont pas salariés de L'Ora, l'indépendance de Battaglia et Zecchin est relative et celui-ci indique qu'ils ont été « en conflit permanent avec la rédaction du journal » concernant la façon dont étaient utilisées leurs photographies, jusqu'à détourner parfois leur sens journalistique.
En 1978, elle crée avec Zecchin une galerie Il Laboratorio d’IF, où passent de nombreux photographes italiens ou étrangers, comme Ferdinando Scianna et Josef Koudelka avec lequel ils voyagent, et qui leur apprend la rigueur du cadrage, ce qui leur permet d’améliorer la composition tout en conservant la « dénonciation sociale » dans leurs photographies.
En 1979, elle participe avec Franco Zecchin à la création du Centro Siciliano di Documentazione Giuseppe Impastato, pour demander la réouverture de l’enquête — qui avait été bouclée en six heures et conclu au suicide de l'animateur radio — alors qu'il s'agit d'un assassinat par la mafia un an plus tôt. Vingt-cinq ans plus tard, le commanditaire de l’assassinat est finalement condamné grâce à cette première forme d’association anti-mafia. Le centre constitue, par ailleurs, la plus importante bibliothèque du monde sur la mafia.
Toujours en 1979, elle photographie Giulio Andreotti en compagnie du mafieux Nino Salvo,. Elle avait elle-même oublié l’existence de ces clichés mais ceux-ci ressortent en 1993 lorsque la police fouille ses archives. Ils constituent la seule preuve matérielle du lien unissant les deux hommes, et deviennent un symbole de la lutte contre la mafia.

#### Un engagement au grand jour contre la mafia
Durant les années 1980, elle photographie à plusieurs reprises l'ancien maire Vito Ciancimino lors de rassemblements du parti Démocratie chrétienne dont il est invité d'honneur alors que ses relations avec la pègre sont censées l’avoir rendu persona non grata dans les cercles de pouvoir. À partir de cette date, Letizia Battaglia réalise des tirages en grand format de victimes de la mafia qu’elle accroche avec Zecchin à Palerme et dans des petits villages de Sicile, notamment sur la place principale de Corleone, commune connue en tant que repaire du clan. Ces expositions réalisées sans autorisation et, plus globalement, l’ensemble de ses publications lui valent des menaces de mort,,,. Elle confie au New York Times : « « J'avais peur » […] ajoutant qu'elle ne pouvait pas compter le nombre de fois où elle avait reçu des menaces par téléphone ou avait été harcelée dans la rue. Une fois, elle a reçu une lettre anonyme lui demandant de quitter Palerme pour de bon. « Votre sentence a déjà été prononcée », se souvient-elle,. »
Malgré les menaces, la photographe devient plus engagée encore à travers son art dès la fin des années 1970. Cette période est celle de l’arrivée du trafic d’héroïne dans la mafia et entraîne d’une part, une forte augmentation du nombre d’individus dépendants dans la population et, d’autre part, une guerre de clans entre Palerme et Corleone qui coûtera la vie à un millier de personnes. Elle immortalise cette atmosphère par des photos de rues, de manifestations et de scènes de crime, etc. : « Il n’était pas question de faire de belles photos ou de se sentir courageuse, mais simplement de résister, de se tenir face à eux pour dire non. » Ainsi, le 6 janvier 1980, Letizia Battaglia photographie le futur président de la République, Sergio Mattarella, tirant hors de sa voiture le cadavre de son frère, le président de la région de Sicile, Piersanti Mattarella, mort sous les balles de la mafia,. La même année, elle assiste à l'arrestation de Leoluca Bagarella, l’un des tueurs les plus violents de la Cosa nostra, qui essaye de se libérer pour l’attaquer,. Sa photographie, très connue depuis lors, montre la « rage » et la « férocité » de l’individu.

### Mandats électoraux
En 1985, elle devient la première femme européenne à recevoir le prix Prix W. Eugene Smith. Cette distinction constitue un tournant pour Letizia Battaglia, qui considère qu’elle doit « faire plus ».
Alors que les exécutions par la Cosa nostra ensanglantent l’île, elle décide de s’engager en politique. Elle s'engage au sein du mouvement naissant des Verts et se présente aux élections municipales de 1985 à Palerme, sans être élue. Mais la tête de liste écologiste élue au conseil municipal démissionne et laisse son siège à Battaglia en 1986,. Leoluca Orlando en fait son adjointe à la « vivabilité urbaine » de 1987 à 1990. Dans ces fonctions, elle lutte derechef contre la mafia et la corruption. En particulier, elle participe au sauvetage du quartier historique de la ville menacé par les velléités des clans recherchant des contrats de construction lucratifs,, crée le premier financement municipal en matière culturelle, s’implique dans la collecte des déchets, dont le système est gangrené par la corruption, développe les espaces verts, dont la palmeraie du Foro Italico, et fait disparaître les étals du front de mer de Mondello pour en restituer le panorama.
Sans suivre les procédures habituelles, elle déploie son énergie pour faire un état des lieux des parcs et espaces publics de la ville, contrôler le travail des éboueurs, impliquer personnellement les agents municipaux défaillants, rappeler à l'ordre les enfants qui jettent des ordures dans la rue, convaincre les restaurateurs d'installer des terrasses pour les touristes. Sans pouvoir inverser des décennies de corruption et de négligence, Battaglia donne le signal que l'engagement des citoyens peut changer le quotidien de Palerme et attire l'attention du public.
Elle démissionne en janvier 1990 après sa mise en cause par les socialistes et les libéraux et l'ouverture d'une enquête préliminaire par le parquet, sur le financement par la municipalité de l'association musicale Arteria, à laquelle appartiennent son compagnon, sa fille et son gendre.
Elle se présente avec les Verts aux élections européennes de 1989 et obtient à Palerme un score historique, avec 7,9 % et près de 15 000 voix, alors que les Verts arc-en-ciel obtiennent 3,9 %. Elle est élue députée de l’Assemblée régionale sicilienne, aux régionales de 1991 sous l’étiquette du parti La Rete fondé par Orlando.
Son militantisme passe également par son travail auprès de prisonniers politiques, puis en faveur des Roms.

### Arrêt du photojournalisme sur les scènes de crime et diversification des activités

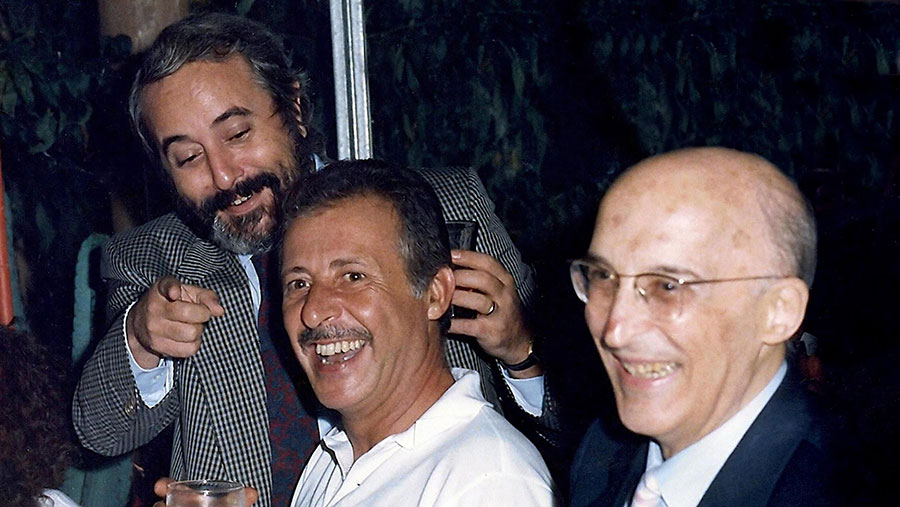
Les juges Giovanni Falcone, Paolo Borsellino et Antonino Caponnetto en 1985, figures du Pool antimafia.

En 1992, ses amis les juges anti-mafia Giovanni Falcone et Paolo Borsellino sont assassinés. Le 23 mai, date du meurtre du premier, sous le choc de la nouvelle, elle décide d’arrêter de photographier les scènes de crime. Elle exprime vingt ans plus tard des regrets à ce sujet : « Ces photos, que je n'ai jamais prises, m'ont fait plus de mal que celles que j'ai faites ». Elle réalise cependant en 1993 une photographie de Rosaria Costa, veuve de Vito Schifani, garde du corps de Falcone,,. En plus de symboliser le deuil d’une épouse et la tristesse d’une nation, le visage de Rosaria Schifani — dont une partie sort de l'ombre — représente la population dont la révolte contre la mafia émerge alors publiquement, réclamant une société sicilienne « honnête »,,. Et après le suicide de Rita Atria, elle placarde dans les rues de Palerme un tract disant « Merci Rita » et assiste avec d'autres féministes aux funérailles.
En 1997, elle quitte le conseil municipal de Palerme et s’engage dans un programme d’aide aux prisonniers,. Elle va à la rencontre des individus situés au bas de l’échelle hiérarchique dans la Cosa nostra et refuse de les photographier : « [c]e sont des petits, des victimes de la pauvreté ». Elle crée également sa maison d’édition (Edizioni della Battaglia) en 1992, et une librairie dans le centre de Palerme, qu’elle est contrainte de fermer rapidement après que la mafia a tenté de lui extorquer le pizzo.
À partir de l’élection de Silvio Berlusconi et en raison d’un recul général dans la lutte contre la criminalité organisée, elle indique que ses photographies ne sont plus publiées dans les journaux italiens et qu’elle ne reçoit plus aucune commande,,.

### Nouveaux projets: exploration des archives et documentaires
Au début des années 2000, elle poursuit un projet intitulé Rielaborazioni pour lequel elle ajoute à certaines de ses archives des photos de corps féminins, généralement au premier plan et agrandies. Le but est ainsi de rappeler les évènements traumatiques du passé qui ne doivent pas être oubliés tout en incluant, selon Letizia Battaglia, une forme d’espoir incarnée dans l’adjonction de ces nouveaux visuels, les femmes représentant « la possibilité de régénération et de transformation ».
En 2003, et pour deux ans, elle s'installe à Paris avant de retrouver Palerme.
En 2005, elle figure au casting de l’adaptation documentaire du livre Excellent Cadavers portant sur les relations croisées entre mafia et politique en Sicile avec pour fil conducteur le combat de Falcone et Borsellino,.

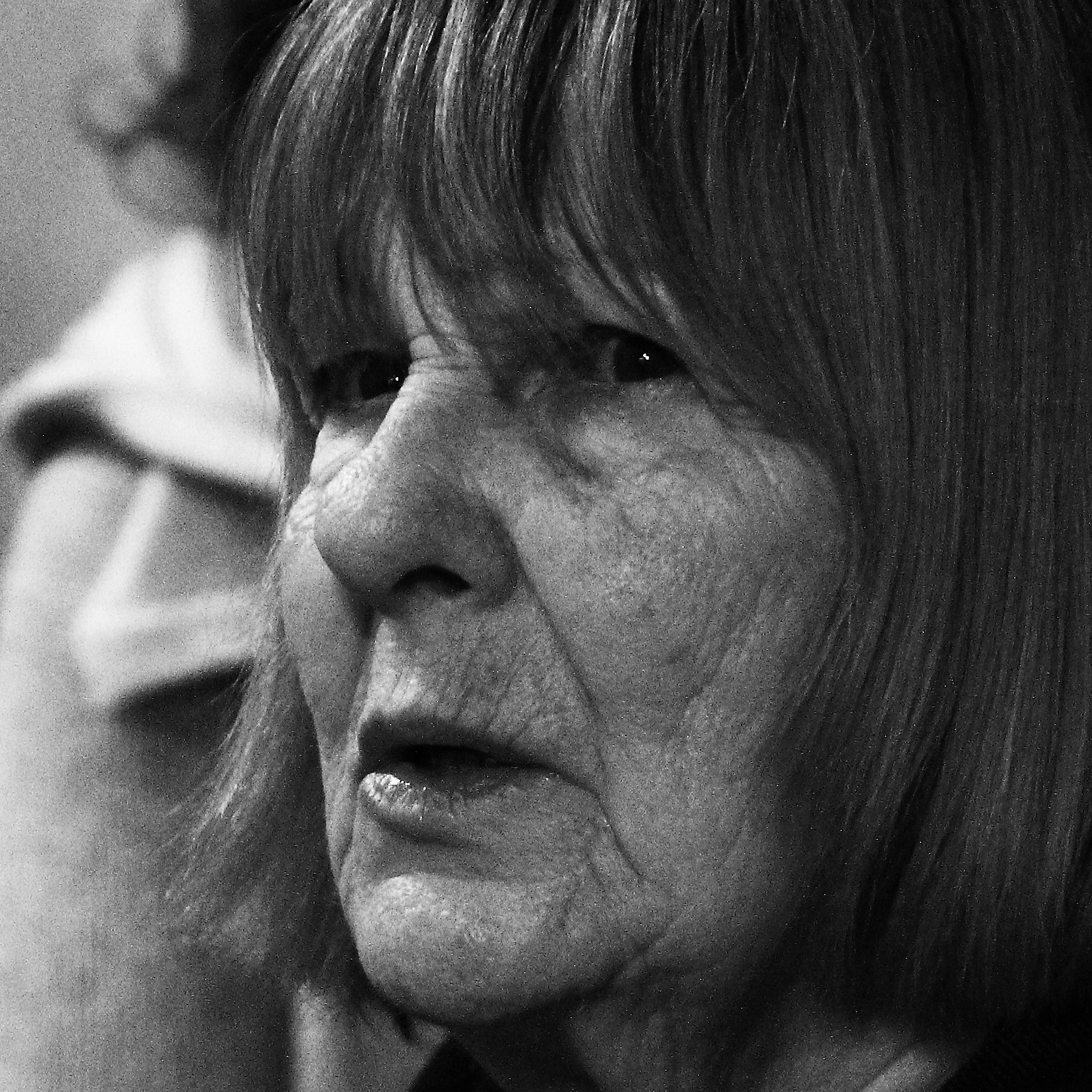
Letizia Battaglia, 28 novembre 2010.

En 2017, elle inaugure un centre international de la photographie à Palerme, espace se voulant à la fois un musée et un lieu de découverte de nouveaux talents, qu'elle dirige jusqu'en 2020. La même année que cette inauguration, à l’occasion des vingt-cinquièmes commémorations de l’assassinat de Falcone et Borsellino, elle participe à La mafia non è più quella di una volta de Franco Maresco, documentaire dans lequel le réalisateur et la photographe s’interrogent sur le poids actuel de la Cosa nostra sur l’île alors que le mouvement citoyen la combattant est devenu « boiteux »,.
Letizia Battaglia meurt dans la commune italienne de Cefalù le 13 avril 2022 à l'âge de 87 ans. Le maire de Palerme, Leoluca Orlando, salue « une femme extraordinaire [qui a joué] un rôle emblématique dans le processus pour libérer Palerme des griffes de la mafia ». Le ministre de la Culture Dario Franceschini rend hommage à « une grande photographe, une grande Italienne qui, avec son art et ses photos, a mené des combats importants ».

## Analyses
Si Letizia Battaglia dit ne pas s'inscrire dans une école particulière, elle a cependant admiré ses contemporains : Diane Arbus, Mary Ellen Mark,, Sebastião Salgado, Eugene Richards, Sally Mann, Enzo Sellerio et Weegee.

### Histoire de la Sicile à travers la mafia et les réalités socio-économiques
Au cours de sa carrière, Letizia Battaglia réalise 600 000 clichés en noir et blanc,, qui ont trait à la criminalité organisée, — ce qui amène des comparaisons régulières avec Weegee,, — et à la vie quotidienne sicilienne,, passant de la pauvreté des bidonvilles aux salons de la noblesse. Concernant le choix exclusif du monochrome, elle déclare qu’outre le style, il s’agit d’une question de respect pour les victimes,. Selon ses propres mots, ses archives sont remplies « de sang, […] de souffrance, de désespoir [et] de terreur ».

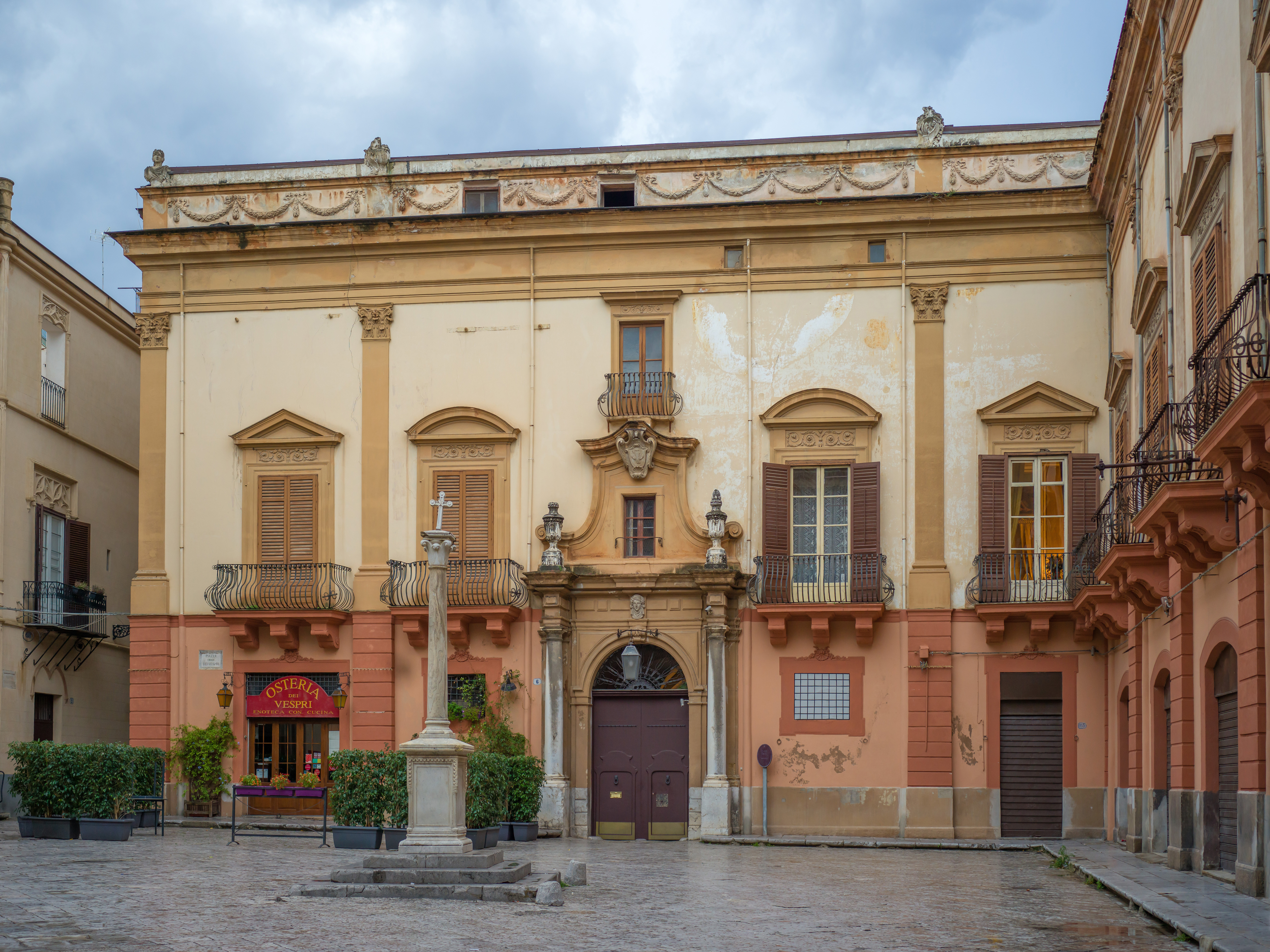
Façade du Palais Valguarnera-Gangi.

Alexander Stille relève trois aspects illustrant, selon lui, l’enracinement du travail de la photographe dans l’histoire sicilienne. Premièrement, ses nombreuses captations de processions religieuses dont il ressort une sorte de fervent espoir « semblent représenter la rédemption d'un monde de souffrances presque ininterrompues », les habitants ayant vécu des périodes successives de domination étrangère avant celle de la mafia. Deuxièmement, certains de ses travaux renseignent sur la vie de millions de Siciliens marquée par l’illégalité pendant de nombreuses années (contrebande, habitations en dehors des zones constructibles, exploitations commerciales sans licence, fraude fiscale) et sur les conséquences découlant de cet état de fait, les citoyens étant devenus des complices « naturels » de la mafia car craignant les autorités judiciaires. Troisièmement, ses photographies sur l’aristocratie locale, à l’instar d’un de ses clichés notables pris au Palais Valguarnera-Gangi, témoignent des liens qui ont toujours existé entre ce monde et celui de la pègre. El País tient globalement la même analyse : le travail de Letizia Battaglia va au-delà de la chronique des crimes mafieux lors des années de plomb : ses photographies dressent le portrait d’une île marquée par la misère économique et culturelle, où les habitants sont tués dans l’indifférence générale, problématiques que l’État central italien ignore sciemment des années durant en prétextant de la distance géographique. Luana Ciavola considère, quant à elle, que le travail de la photographe révèle l’ensemble des forces du corps social italien en présence, forces qui s’entremêlent « comme de véritables nœuds où le pouvoir est montré et en même temps défié, interrogé et moqué ».
In fine, ces photographies participent à une prise de conscience de la gravité des faits dans l’opinion publique selon le New York Times et le Harper's Bazaar. Mais la répercussion de ce travail de documentation s’étend bien au-delà de la ville natale de Letizia Battaglia et même de la Sicile comme l’attestent les récompenses qu’elle reçoit à l’image du Prix Cornell-Capa décerné outre Atlantique en 2009. Le Corriere della Sera évoque, de son côté, une œuvre « fortement ancrée dans l'imaginaire collectif » et marquée par une dimension éthique. D’un point de vue davantage analytique, Norma Bouchard[Qui ?] explique que son travail présente un double aspect : d’une part, il met en avant l’horreur d’un point de vue factuel et objectif ; d’autre part, il reflète la subjectivité d’une photographe traumatisée par les actes dont ses photos constituent une preuve. En ce sens, Letizia Battaglia caractérise son rôle de « combattante » au cours des années de plomb : « Je n'allais pas photographier la guerre ; je vivais de l'intérieur de la guerre ».
Le Financial Times voit une filiation entre Le Caravage et Letizia Battaglia notamment à travers les jeux d’ombre et de lumière, le sujet de la souffrance et l’impression, à travers leurs œuvres respectives, que la mort peut apporter la rédemption. Die Zeit la compare à Henri Cartier-Bresson sur le plan de la notoriété.

### Place des jeunes filles et des femmes
Si une partie de son œuvre, moins connue, concerne les jeunes filles siciliennes, Letizia Battaglia considère que le féminin reste son sujet de prédilection. Les photographies d’enfants qu’elle réalise pendant sa carrière témoignent d’une représentation de ces derniers en tant que sujets à part entière. Néanmoins, dans le même temps, elles démontrent une vision différenciée de ce que lesdits sujets transmettent par leur présence et leurs expressions : les filles apparaissent comme des « petites créatures solitaires » dont le regard révèle le sentiment d’une enfance confisquée par la pègre. Il ressort de ces clichés un sentiment d’affection et de tendresse. A contrario, les garçons ressemblent à des « petits hommes » qui font usage d’armes et dont les yeux fixent l’objectif avec un regard provocateur. Sa Petite fille au ballon, quartier de Cala prise en 1980 acquiert une renommée internationale. Letizia Battaglia déclare en 2021 « Je ne vise pas tellement l'âge de l'innocence, je recherche avant tout l'âge de la liberté. Les filles et les garçons que je représente ne sont pas beaux et potelés, mais minces et émaciés. Comme je l'étais [à l'époque de son agression]. Je recherche en eux un regard qui ne soit pas sournois et prédateur, mais pur et spirituel. ».

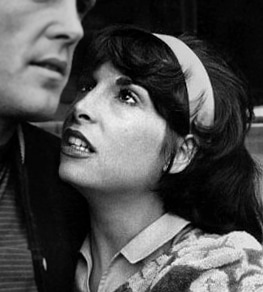
Talia Shire, interprète de Connie Corleone au cinéma, fille du patriarche Vito.

Le documentaire que Kim Longinotto lui consacre met en lumière la façon dont Letizia Battaglia a déconstruit les « récits masculins du pouvoir » organisés autour de l’image de l’homme courageux qui protège sa famille en se lançant dans des activités criminelles. En capturant les répercussions concrètes des actions de la Cosa nostra sur la société sicilienne, la photojournaliste fait montre d’une vision de la mafia à l’opposé de celle véhiculée par le cinéma à travers, par exemple, Le Parrain, Les Affranchis ou The Irishman où, en plus du mythe de l’homme d’honneur, les rôles féminins demeurent exclusivement ceux de l’épouse ou de la fille de mafieux, jamais ceux de femmes qui s’opposent,. En effet, le travail de la photographe accorde une place importante à l’imaginaire féminin, à la volonté que les femmes ont de changer le cours des choses, à l’image de leur rôle dans l’histoire de la lutte contre la mafia lorsqu’elles sont tour à tour militantes dans des syndicats de travailleurs, témoins devant les tribunaux, citoyennes réclamant des droits. Dans le projet Rielaborazioni, Letizia Battaglia utilise le corps des femmes, nu : ce choix symbolise des êtres humains s’affichant sans artifice pour « exorciser » un passé fait « de violence, de meurtre, de complicité, d'omertà, d'injustice, de peur ». Il rappelle aussi l’espoir et la liberté qu’elle voit à travers les femmes.

« La liberté est une chose extraordinaire, qui n'a pas de prix. Personne ne peut vous forcer à vivre d'une façon qui ne vous plait pas. Personne. Je me suis toujours pensée comme un être libre. J’ai toujours senti que j'avais droit à cette liberté. Cette idée m’a accompagnée tout au long de ma vie, année après année. »

En 2020, pour une campagne publicitaire de la société Lamborghini, elle présente trois photographies en couleur d'adolescentes devant des voitures de sport dans le quartier de la Vucciria, qui sont critiquées pour l'ambiguïté des postures des modèles. La demande de retrait de cette campagne par le maire Orlando entraine la décision de Battaglia de quitter la direction du Centre International de la Photographie de Palerme.

### Féminisme
Dans les années 1980, Letizia Battaglia anime un atelier de théâtre à l'hôpital psychiatrique de via Pindemonte où elle est bénévole,,. En 1991, elle participe avec l'ancienne député communiste Simona Mafai, Rosanna Pirajno, Carla Aleo Nero et la journaliste Silvia Ferraris, à la revue Mezzocielo, qu'elle dirige de 2000 à 2003, pensée afin de combler le manque d’espace dédié à l’expression des femmes évoluant dans le domaine des arts, de la politique, du journalisme et de l’écologie,. Décrite comme défendant la cause féministe,, elle précise :

« Je n'étais pas féministe même si je me comportais comme telle. J'ai toujours été du côté des femmes. Dans mes photos, je pense que cette complicité avec celles dans le besoin apparaît. »

## Prix et récompenses
- 1985 : prix W. Eugene Smith[111], ex æquo avec Donna Ferrato[2].
- 1999 : Photography Lifetime Achievement des Mother Jones International Fund for Documentary Photography[112],[75].
- 2007 : prix Erich-Salomon[60],[113].
- 2009 : prix Cornell-Capa[59],[114].
- Elle figure dans la liste de « Peace Women Across the Globe » qui compte 1 000 femmes nommées pour le prix Nobel de la paix[115].
- 2017 : nommée parmi les 11 femmes les plus représentatives de l’année par le New York Times[116].

## Sélection d’expositions

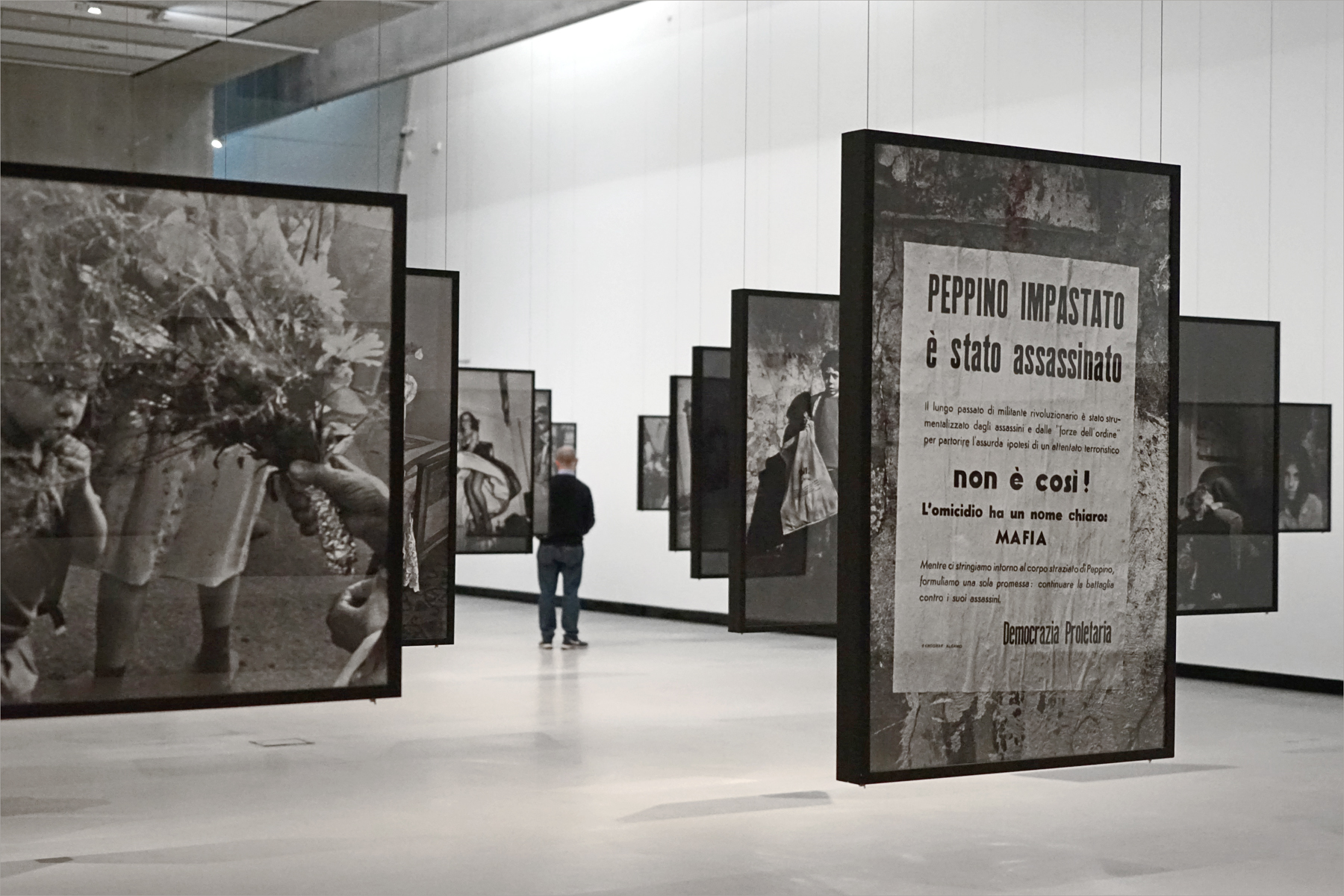
Exposition des photographies de Letizia Battaglia en 2017 (MAXXI, Rome).

- 1992 : exposition au Musée Photo Élysée de Lausanne[117].
- 1999 : Visa pour l'image – Perpignan[118],[119].
- 2008 : Italics, Art italien entre tradition et révolution 1968-2008 au Palais Grassi[120].
- 2011 : Biennale d'Istanbul[121].
- 2016 : #Letizia Battaglia #Per pure passion au Musée national des Arts du XXIe siècle – rétrospective[99],[22],[47].
- 2016 : invitée d'honneur du festival de photographie Manifesto de Toulouse[122].
- 2017 : exposition au MAXXI de Rome[123]
- 2023 : Chronique, vie, amour à l'Istituto Italiano di Cultura, Paris[124],[78].
- 2024-2025 : Letizia Battaglia, rétrospective, Jeu de Paume, Tours[125],[94],[126].

## Sélection de publications
- Letizia Battaglia et Franco Zecchin, Chroniques siciliennes, Paris, Centre national de la photographie, 1999, 86 p. (ISBN 2-86754-053-4)[127].
- Passion - justice - liberté, Milan / Arles, Motta / Actes Sud, 1999, 139 p. (ISBN 2-7427-2413-3)[26].
- (it) Letizia Battaglia, Diario, Rome, Castelvecchi, 2014, 176 p. (ISBN 978-88-6826-756-8)
- (en) Anthology, Rome, Drago, 2016, 360 p. (ISBN 978-88-98565-18-4)[128].
- (it) Letizia Battaglia et Sabrina Pisu, Mi prendo il mondo ovunque sia, Passaggi Einaudi, 2020, 288 p. (ISBN 978-88-06-24677-8, présentation en ligne).
- (it) Letizia Battaglia et Goffredo Fofi, Volare alto, volare basso : conversazioni, ricordi e invettive, Roma, Contrasto, 2021, 118 p. (ISBN 978-88-6965-817-4, OCLC 1350790426).

### Documentaires
- 2004 : Battaglia - une femme contre la mafia de Daniela Zanzotto[129].
- 2006 : Camera segreta - Letizia Battaglia de Lavinia Longo[130].
- 2019 : La mafia non è più quella di una volta de Franco Maresco.
- 2017 : Italiens Mafia (2) Die Frauen der Cosa Nostra (La mafia italienne (2) Les femmes de Cosa Nostra) d'Anne Veron[131].
- 2019 : Shooting the Mafia de Kim Longinotto[92],[13].
- 2022 : Solo per passione - Letizia Battaglia fotografa de Roberto Andò, RAI Play[132].
- 2023 : Letizia Battaglia. Tourner la vie et la mort à Palerme, Partie 1[133] et 2[134], Roberto Andò.
- 2025 : Letizia Battaglia, photographe des années de sang de Cécile Allegra[135].

### Émissions radios
- Brigitte Patient, « Letizia Battaglia, la mafia en ligne de mire. », 43 min [audio], sur France Inter, Regardez voir, 4 décembre 2016 (consulté le 22 octobre 2024).
- « Letizia Battaglia (1935-2022), une photographe hors les murs », 59 min [audio], sur France Culture, Toute une vie, 3 février 2024 (consulté le 9 octobre 2024).
- « Noir sur noir. Ce que voit Letizia Battaglia », 59 min [audio], sur France Culture, Allons-y voir, 1er juin 2025 (consulté le 1er juin 2025).